# IHM Business School
IHM Business School är en privat, fristående affärsskola helägd av den ideella stiftelsen IHM. IHM erbjuder såväl öppna som företagsanpassade affärsutbildningar. Verksamheten bedrivs helt från marknadens krav och önskemål och är ett privat alternativ för affärs-, marknads- och ledarutbildning. Samtliga lärare och föreläsare är engagerade i näringslivet och utbildningarna baseras på verkliga affärscase. 
Idén med den marknadsdrivna utbildningsverksamhet som 1968 blev IHM (Institutet för Högre Marknadsföring), startade 1966 på Göteborgs handelshögskola. Initiativtagare var professorn och "företagsdoktorn" Ulf af Trolle. 1971 blev stiftelsen IHM självständigt och sedan starten har drygt 50 000 personer examinerats från IHM:s olika utbildningar. 1986 bytte IHM namn till IHM Business School. 
IHM har egna affärsskolor i Stockholm, Göteborg och Malmö. IHM Business School är den första privata affärsskolan i Europa som ackrediterats av amerikanska kvalitetsmyndigheten NEASC. Och Sedan 2018 erhöll IHM SEQF (EQF) nivåplacering 6 på sin DIHM. Detta innebär att IHM kan erbjuda en utbildning som motsvarar en utbildningsnivå i linje med en kandidatexamen parallellt med arbete. 
Årligen föreläser ca 300 lärare från näringslivet på IHM. 2010 var antalet deltagare på de öppna programmen 2.000 och drygt 800 på företagsanpassade program. Utbildningar bedrivs inom fyra områden, Affärs & Marknadsutveckling, Ledarutveckling, Företagsutveckling samt IHM Yrkeshögskola. Runt 80% av alla deltagare studerar parallellt med arbete. Utöver certifikatutbildning erbjuder IHM examensprogram, Marknadsekonom DIHM (Kandidatexamen/bachelor i affärsutveckling).